# Lincheng (häradshuvudort i Kina)
Lincheng är en häradshuvudort i Kina. Den ligger i provinsen Hainan, i den södra delen av landet, omkring 70 kilometer väster om provinshuvudstaden Haikou. Antalet invånare är 64 874.
Runt Lincheng är det tätbefolkat, med 266 invånare per kvadratkilometer. Lincheng är det största samhället i trakten. I omgivningarna runt Lincheng växer huvudsakligen savannskog.
Genomsnittlig årsnederbörd är 2 661 millimeter. Den regnigaste månaden är juli, med i genomsnitt 450 mm nederbörd, och den torraste är januari, med 24 mm nederbörd.